# زبیتسا (کروشواتس)
زبیتسا (به صربی: Zebica) یک منطقهٔ مسکونی در صربستان است که در کروشواتس واقع شده‌است. زبیتسا ۲۰۶ نفر جمعیت دارد.